# Bíblia Hebraica de Cloisters

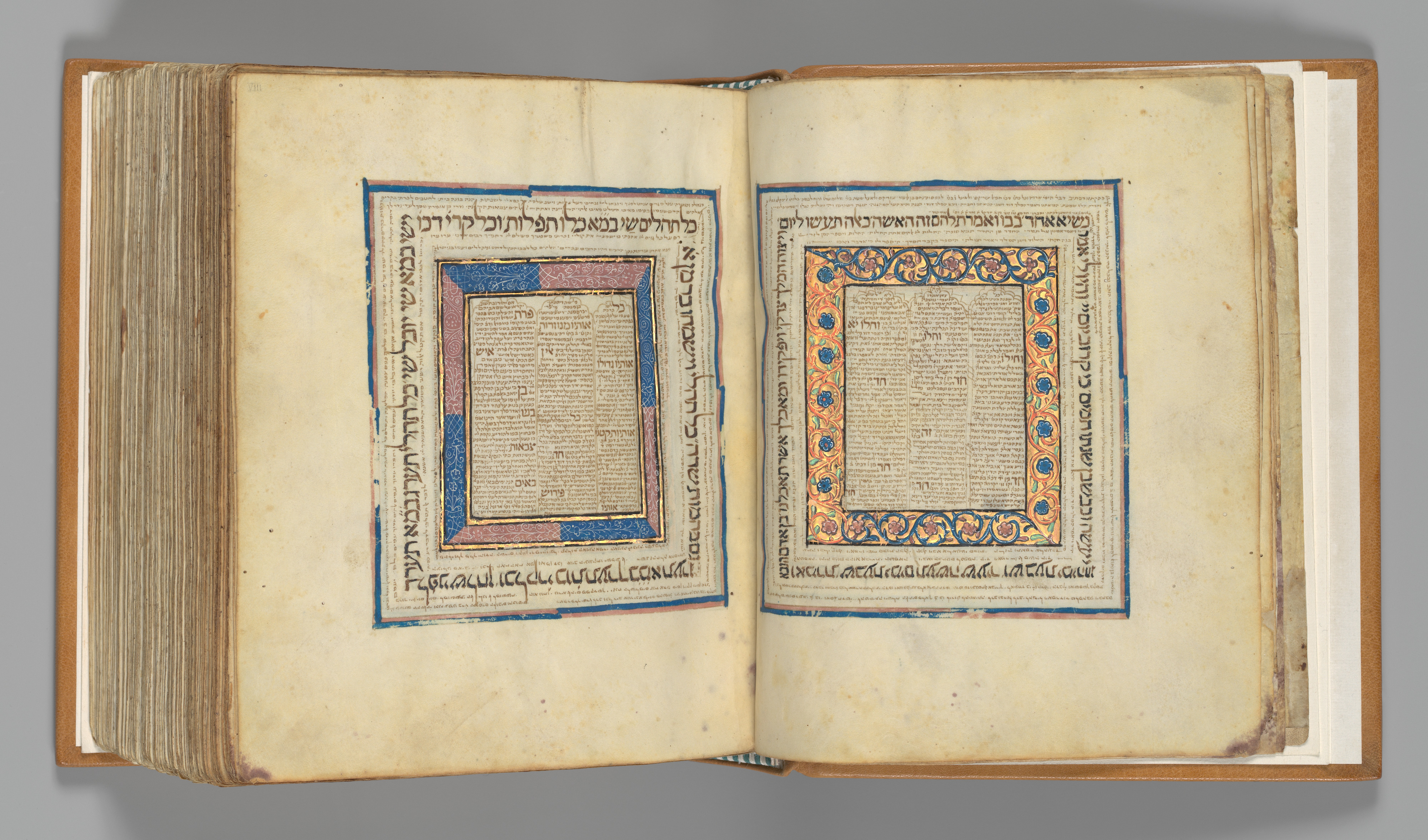
Página da Bíblia Hebraica dos Claustros

A Bíblia Hebraica de Cloisters é um códice bíblico hebraico feito no Reino de Castela, do início a meados do século XIV, com uma data aproximada antes de 1366. O Metropolitan Museum of Art adquiriu este manuscrito da coleção de Jacqui Safra do leilão Sothebys Judaica em 20 de dezembro de 2017.

## História
As Bíblias hebraicas foram produzidas em Castela durante a década de 1230, durante o reinado de Fernando III. A era da fabricação de manuscritos chegou ao fim devido à Peste Negra e ao Massacre de 1391, seguida pelo Decreto de Alhambra e pela expulsão das comunidades judaicas em Portugal.
Após a expulsão dos judeus, o manuscrito permaneceu em Salonica por séculos, seguido por Alexandria antes de chegar às mãos de Jacqui Safra. O manuscrito foi colocado em leilão pela Safra por meio do leilão judaico da Sotheby's em 20 de dezembro de 2017, com uma estimativa de US $ 3,5 a 5 milhões, mas foi comprado pelo pré-leilão do MET por um valor não divulgado.
Agora faz parte da coleção Cloisters, com o número de acesso 2018.59

## Manuscrito
O manuscrito consiste em 476 fólios. A primeira parte do manuscrito é fortemente dourada, 70 fólios são decorados com micrografia e as seis páginas micrográficas são decoradas com quadros de ferradura e ferradura dupla. Observa-se que o manuscrito é fortemente influenciado pelo Mudéjar e pela arte gótica, que se destacaram na península Ibérica. A combinação de estilos de arte judaica, islâmica e cristã passou a ser conhecida como convivencia.
É uma das três Bíblias hebraicas iluminadas sobreviventes da Castela do século XIV.

## Proveniência
A data mais antiga conhecida no códice é datada de 1366, com a assinatura do proprietário: David ha-Kohen Coutinh [o].
Outros proprietários do livro incluem:
- Moses Abulafia (final dos anos 1400 - início dos anos 1500)
- Donna Jamila de Salonika (1526)
- Aaron di Boton de Salonika (1526)
- A Sinagoga Zaradel de Alexandria (em 1905)
- Colecionador particular da Europa Central (entre as décadas de 1950 e 1960 e 1996)
- Jacqui E. Safra (vendida para MET em 2018)